# Michael Rubenfeld
Michael Rubenfeld (* 1979 in Winnipeg) ist ein kanadischer Schauspieler, Regisseur, Produzent und Schriftsteller. 

## Biographie
Rubenfeld wurde in Winnipeg geboren und lebte dort, bis er seinen Abschluss an der High School erhielt. Er entschied sich, nach Toronto zu ziehen. Er absolvierte eine Ausbildung als Schauspieler an der National Theatre School of Canada, an der er nach drei Jahren im Jahre 2001 graduierte. Den Wunsch, Schauspieler zu sein, hatte Rubenfeld nach eigenen Angaben seit seinem 16. Lebensjahr. Die Schauspielerei habe ihn derartig fasziniert, dass er sich für eine solche Ausbildung entschied. 
Sein 2002 erhält Rubenfeld Aufträge als Schauspieler, sein erster für den Kinofilm Summer. Im folgenden Jahr trat er in zahlreichen Fernsehserien auf, wie etwa in Odyssey 5 oder auch Missing – Verzweifelt gesucht. Für den Film Lucky Number Slevin, der in Deutschland trotz namhafter Besetzung wie Bruce Willis oder Morgan Freeman nicht in den Kinos erschien, eine Nebenrolle. 
Er gründete zusammen mit Hannah Moscovitch das Asbith Omen Theatre. Für das SummerWorks Theatre Festival wurde Rubenfeld 2008 in die künstlerische Produktionsleitung berufen. 2008 wurde er für den Preis Dora nominiert für seine Mitarbeit an dem Stück My Fellow Creatures. Rubenfeld führte 2009 das Stück Spain in New York vor und führte Regie für das Stück An Exercise in Futility, das im Rahmen des Rhubarb! Festivals aufgeführt wurde.
In einem Interview aus dem Jahre 2009 tat Rubenfeld kund, er wolle sich am liebsten Quentin Tarantino oder Sarah Stanley aussuchen, die als Regisseure für eines seiner Stücke fungieren sollten. Auf die Frage nach dem Standort gab er neben den Vereinigten Staaten noch das Vereinigte Königreich und Deutschland als Standort seiner Wahl an.

## Filmographie
- 2002: Summer
- 2003: Der Einsatz (The Recruit)
- 2003: Odyssey 5 (Fernsehserie)
- 2003: Die Verstoßenen – Am Rande der Apokalypse (Do or Die) (Fernsehfilm)
- 2003: Queer as Folk (Fernsehserie)
- 2003: Soul Food (Fernsehserie)
- 2003: Missing – Verzweifelt gesucht (1-800-Missing) (Fernsehserie)
- 2004: Crown Heights (Fernsehfilm)
- 2005: Ein Mann für eine Saison (Fever Pitch)
- 2005: Recipe for a Perfect Christmas (Fernsehfilm)
- 2006: Lucky Number Slevin (Lucky # Slevin)
- 2006: Angela Henson – Das Auge des FBI (Angela's Eyes) (Fernsehserie)
- 2007: Til Death Do Us Part (Fernsehserie)